# Pożarki
Pożarki (niem. Pohiebels) – wieś w Polsce, położona w województwie warmińsko-mazurskim, w powiecie kętrzyńskim, w gminie Kętrzyn.
Do sołectwa Pożarki należą: Kwiedzina, Martiany, Osewo, Owczarnia i Pożarki.
| SIMC    | Nazwa     | Rodzaj     |
| ------- | --------- | ---------- |
| 0477937 | Owczarnia | przysiółek |

## Historia
Na wschód od wsi znajduje się grodzisko pruskie zwane Zamkową Górą.
Właścicielem majątku ziemskiego o powierzchni 622 ha pod koniec XIX wieku była tu rodzina von Lübtow. W roku 1913 właścicielem Pożarek był Georg F. Schenck zu Tautenburg. Majątek ten został rozparcelowny na początku lat trzydziestych XX wieku. Przed II wojną światową w Pożarkach były 33 duże gospodarstwa chłopskie i 3 małe oraz trzech stelmachów i trzech kowali.
Budynek nowej szkoły w Pożarkach wybudowano w 1929 roku. Była to szkoła dwuklasowa. Po II wojnie światowej początkowo była to także szkoła dwuklasowa (rok szkolny 1946/1947), a później ośmioklasowa szkoła podstawowa (1970 r.). W budynku po zlikwidowanej szkole znajdują się mieszkania, kaplica parafii w Karolewie i świetlica wiejska Dziupla. Pożarki to miejsce urodzenia Janusza Laskowskiego.
W latach 1954–1957 Pożarki były siedzibą Pożarki, po jej zniesieniu w gromadzie Kruszewiec. Pierwszym jej przewodniczącym był Stanisław Milewicz. W latach 1975–1998 miejscowość administracyjnie należała do województwa olsztyńskiego.
Niewielki dwór w Pożarkach wybudowany był w drugiej połowie XIX wieku. Po dawnym założeniu dworsko-gospodarczym zachował się zarośnięty park i spichlerz.

## Inne
We wsi znajduje się przystanek autobusowy na trasie Kętrzyn – Giżycko. Dalej za wsią funkcjonuje gospodarstwo agroturystyczne specjalizujące się w hodowli koni. Do gospodarstwa agroturystycznego prowadzi droga obok smażalni ryb czynnej w sezonie turystycznym.